# The Vinnie Burke All-Stars
The Vinnie Burke All-Stars è un album discografico a nome della omonima ensemble capitanata dal contrabbassista jazz statunitense Vinnie Burke, pubblicato dall'etichetta discografica ABC-Paramount Records nel 1956.

## Tracce
Lato A
1. I'm Getting Sentimental, Over You – 5:32 (Ned Washington, George Bassman) – Registrato il 20 agosto 1956 a New York
2. Vin-Tin-Tin – 5:56 (Vinnie Burke) – Registrato il 20 agosto 1956 a New York
3. Lulu's Back in Town – 3:37 (Harry Warren, Al Dubin) – Registrato il 20 agosto 1956 a New York
4. You Don't Know What Love Is – 4:09 (Don Raye, Gene De Paul) – Registrato il 20 agosto 1956 a New York

Durata totale: 19:14
Lato B
1. Unison Blues – 4:17 (Vinnie Burke) – Registrato il 22 luglio 1956 a New York
2. Jordu – 4:57 (Duke Jordan) – Registrato il 20 agosto 1956 a New York
3. Blue Jeans – 5:43 (Vinnie Burke) – Registrato il 20 agosto 1956 a New York
4. Strike Up the Band – 5:12 (Ira Gershwin, George Gershwin) – Registrato il 20 agosto 1956 a New York

Durata totale: 20:09

## Musicisti
I'm Getting Sentimental, Over You / Lulu's Back in Town / You Don't Know What Love Is / Blue Jeans
- Vinnie Burke - contrabbasso, leader
- Eddie Costa - pianoforte
- Jimmy Raney - chitarra
- Joe Puma - chitarra
- Al Cohn - sassofono tenore
- Urbie Green - trombone
- Joe Morello - batteria

Vin-Tin-Tin / Jordu / Strike Up the Band
- Vinnie Burke - contrabbasso, leader
- Eddie Costa - pianoforte
- Jimmy Raney - chitarra
- Joe Morello - batteria

Unison Blues
- Vinnie Burke - contrabbasso, leader
- Eddie Costa - pianoforte
- Joe Puma - chitarra
- Jimmy Campbell - batteria[1][2]